# Queilén
Queilén è un comune del Cile della provincia di Chiloé nella Regione di Los Lagos. Al censimento del 2002 possedeva una popolazione di 5.138 abitanti.
Il comune si estende sulla parte sud-orientale dell'isola di Chiloé.

## Società

### Evoluzione demografica
| Censimento del 1992 | Censimento del 2002 |
| 4.248 ab.           | 5.138 ab.           |